# Spark Arena
Spark Arena (conocida anteriormente como Auckland City Arena y Vector Arena), es una arena multiusos en Auckland, Nueva Zelanda, inaugurada en 2007 y siendo el pabellón interno más grande del país. En el recinto se realizan diversos tipos de eventos, desde deportivos a conciertos musicales, contando con una capacidad de 12 000 localidades. Su costo de construcción fue de $A19.8 millones y es propiedad de Quay Park Arena Management.
La ubicación de Spark Arena se encuentra localizada en Quay Park del suburbio de Parnell, muy cerca de las estaciones de transporte de Britomart y de The Strand Station, así como a 1.3 kilómetros del jardín botánico Dover-Myer Robinson Park de la ciudad de Auckland.
Durante la planeación y su construcción, el nombre del recinto era Auckland City Arena. La compañía de energía, Vector Limited, obtuvo los derechos de nombramiento desde de la apertura de la arena hasta el mes de abril de 2017, periodo en el que se tituló bajó el nombre de Vector Arena. El 19 de abril de 2017, la compañía de telecomunicaciones Spark New Zealand, adquirió los derechos de patrocinio, renombrándola Spark Arena.